# Burmannia filamentosa
Burmannia filamentosa là một loài thực vật có hoa trong họ Burmanniaceae. Loài này được D.X.Zhang & R.M.K.Saunders mô tả khoa học đầu tiên năm 2000.